# Sittichai Musbu-ngor
Sittichai Musbu-ngor (thailändisch สิทธิชัย มัสบูงอ, * 13. Oktober 1984) ist ein thailändischer Fußballspieler.

## Karriere
Sittichai Masbu-Ngor spielte bis Ende 2016 beim Zweitligisten Lampang FC in Lampang. 2017 wechselte er nach Trat, wo er sich dem Zweitligisten Trat FC anschloss. 2018 wurde er mit Trat Vizemeister und stieg somit in die erste Liga auf. Bis Mitte 2019 absolvierte er sieben Erstligaspiele für Trat. Im Juli verließ er Trat. Wo er von Juli bis Dezember 2019 gespielt hat, ist unbekannt. Anfang 2020 nahm ihn der Zweitligist Navy FC aus Sattahip unter Vertrag. Für den Verein bestritt er 31 Ligaspiele. Nach der Saison 2020/21 wechselte er im August 2021 zum Drittligisten Chanthaburi FC. Mit dem Verein aus Chanthaburi spielte er in der Eastern Region der Liga. Nach der Saison beendete er am 1. Mai 2022 seine Karriere als Fußballspieler.

## Sonstiges
Sittichai Musbu-ngor ist der Bruder von Sirisak Musbu-ngor.